# Labiovélarisation
Ne doit pas être confondu avec Consonne labio-vélaire.
La labiovélarisation est un trait d'articulation secondaire des sons d'une langue qui est, le plus souvent, utilisé pour les consonnes. Une consonne labiovélarisée, ou arrondie, est une consonne complexe dont le relâchement prend la forme d'une spirante labio-vélaire [w].
Ce relâchement est noté [ʷ] dans l'API. Les consonnes [kʷ] et [βʷ] sont des exemples de consonnes labiovélarisées.
Le terme plus souvent employé de labialisation n'est légitime que si la première phase du phonème n'est pas déjà bilabiale (comme [kʷ]). Toutefois, dans le cas où le premier élément est déjà bilabial (comme [βʷ]), le terme de labialisation est impropre. Dans tous les cas, il est préférable d'utiliser le terme exact de labiovélarisation.

## Typologie des consonnes labiovélarisées
- occlusives
  - gʷ, occlusive vélaire voisée labio-vélarisée
    - latin : lingua [liŋgʷa] (langue)

  - kʷ, occlusive vélaire sourde labio-vélarisée
    - latin : quinque [kʷiŋkʷe] (cinq)

  - ᵐbʷ, occlusive bilabiale voisée prénasalisée et labio-vélarisée
    - tamambo : sumbwe [suᵐbʷe] (chef)

  - pʷ, occlusive bilabiale sourde labio-vélarisée
    - proto-océanien : *pʷilak [pʷilak] (foudre)

  - k͡pʷ, occlusive labiale-vélaire sourde labio-vélarisée
    - mwotlap : ne-qet [nɛ-k͡pʷɛt] (taro)

  - ᵑᵐg͡bʷ, occlusive labiale-vélaire voisée prénasalisée labio-vélarisée
    - volow : n-leq̄evēn [n-lɛᵑᵐg͡bʷɛβɪn] (femme)

- occlusives nasales
  - mʷ, nasale bilabiale voisée labio-vélarisée
    - tamambo : muata [mʷata] (serpent)

  - ŋʷ, nasale vélaire voisée labio-vélarisée
    - hiw : n̄wēy [ŋʷɪj] (récif)

  - ŋ͡mʷ, nasale labiale-vélaire voisée labio-vélarisée
    - mwotlap : na-tm̄an [na-tŋ͡mʷan] (homme)

- fricatives
  - βʷ, fricative bilabiale voisée labio-vélarisée
    - tamambo : widi [βʷiⁿdi] (queue)

  - sʷ, fricative alvéolaire sourde labio-vélarisée
  - ɣʷ, fricative vélaire voisée labio-vélarisée
    - berbère : alɣʷm [alɣʷm] (dromadaire)

  - xʷ, fricative vélaire sourde labio-vélarisée
    - berbère : axʷji [axʷji] (cavité)

## Voir également
- Lieu d'articulation
- Liste des modifications phonétiques